# Teden
Téden je časovna enota, daljša od dneva in krajša od meseca. V večini sodobnih koledarjev je teden določen kot obdobje sedmih dni (ponedeljek, torek, sreda, četrtek, petek, sobota in nedelja), kar hkrati postavlja teden za najbolj konvencionalno časovno enoto, ki jo sestavlja točno določeno število dni.
Kljub temu, da teden ni osnovan na osnovi astronomskih dejavnikov, je teden široko uporabljena enota, še posebej v sklopu družbenega življenja.
Po gregorijanskem koledarju je trenutno 12. teden v letu 2025.